# Стрелков, Степан Яковлевич
Степан Яковлевич Стрелков (1878—1953) — русский и советский учёный-врач; автор 51 научной работы, участник многих всероссийских съездов хирургов.

## Биография
Родился 12 июля 1878 года в селе Воскресенском Макарьевского уезда Нижегородской губернии в крестьянской семье.
В 1895 году окончил сельскохозяйственную школу 1-го разряда и в течение следующих шести лет работал учителем начального народного училища в Уржумском уезде Вятской губернии, где женился. В 1901 году Степан Стрелков поступил в третий класс Казанского земледельческого училища, в 1902 году был исключен из него за участие в студенческой забастовке. В 1903 году он экстерном сдал экзамен на аттестат зрелости в 3-й Казанской гимназии и поступил на медицинский факультет Казанского университета. В 1905 году снова за участие в забастовке был исключен из университета и в 1906 году выслан за границу в Цюрих, где пробыл восемь месяцев. Вернувшись из Швейцарии, вновь поступил в Казанский университет, который окончил в 1909 году со степенью лекаря. Работал заведующим Вавожской больницы Малмыжского уезда Вятской губернии. В том же году переехал в Казань, где работал сверхштатным лаборантом кафедры хирургической патологии и терапии. С 1910 по 1913 год был ординатором факультетской хирургической клиники Казани у профессора А. В. Вишневского. По окончании в 1913 году ординатуры, начал работать в уездной больнице города Слободского Вятской губернии, организовал там хирургическое отделение, которым заведовал до 1918 года.
Участник Первой мировой войны в качестве старшего хирурга в передовом отряде № 27 Красного Креста. В декабре 1918 года был мобилизован в Красную армию; вначале работал старшим ординатором, затем — главным врачом полевого запасного госпиталя в Вятке (ныне город Киров). В сентябре 1921 года С. Я. Стрелков был откомандирован в Пермский государственный университет, где был избран старшим ассистентом госпитальной хирургической клиники медицинского факультета. В 1926 году стал приват-доцентом, в 1928 году — профессором кафедры оперативной хирургии и топографической анатомии. В 1931—1932 годы по совместительству заведовал кафедрой нормальной анатомии.
В 1933 году Стрелков был переведен во вновь созданный Ижевский государственный медицинский институт. Одновременно до 1935 года читал курс школьной гигиены в Удмуртском педагогическом институте и заведовал травматологическим отделением городской клинической больницы № 1. В 1935 году был утвержден в ученом звании профессора на кафедре общей хирургии, получив степень доктора медицинских наук. С 1937 по 1953 годы он заведовал кафедрой госпитальной хирургии, им же организованную в Ижевском мединституте. Занимался общественной деятельностью — с 1935 по 1953 годы был председателем общества хирургов Удмуртской АССР, также был депутатом Верховного Совета республики. Вёл консультативную и лечебную работу в различных больницах и эвакогоспиталях Удмуртии, подготовил двух кандидатов медицинских наук.
Умер в 1953 году в Ижевске. Жена — Стрелкова Юлия Александровна, педагог, заведующая Вотским училищем.
В Государственном архиве Пермского края имеются документы, относящиеся к С. Я. Стрелкову.

## Награды
- Был награждён орденом «Знак Почета» (1946) и орденом Ленина (1953),[4] медалями СССР и почетными грамотами Совета Министров Удмуртской АССР.
- За многолетнюю педагогическую и научную деятельность С. Я. Стрелкову в 1938 году было присвоено почетное звание «Заслуженный деятель науки Удмуртской АССР».
- «Отличник здравоохранения» (1939).